# Гиоргобиани, Илья Дмитриевич
Илья Дмитриевич Гиоргобиани (1909 год — неизвестно, Ткибули, Грузинская ССР) — заведующий отделом сельского хозяйства Ткибульского района, Грузинская ССР. Герой Социалистического Труда (1949).

## Биография
Родился в 1909 году на территории современной Грузии. Получил высшее сельскохозяйственное образование. Трудился на различных административных и хозяйственных должностях в сельском хозяйстве Грузинской ССР. В послевоенные годы возглавлял отдел сельского хозяйства Ткибульского района.
Благодаря его хозяйственной деятельности сельскохозяйственные предприятия Ткибульского района в 1948 году перевыполнили план по сдаче государству сортового зелёного чайного листа на 31,9 %. Указом Президиума Верховного Совета СССР от 29 августа 1949 года удостоен звания Героя Социалистического Труда за «получение высоких урожаев сортового зелёного чайного листа и цитрусовых плодов в 1948 году» с вручением ордена Ленина и золотой медали «Серп и Молот» (№ 4594).
Этим же Указом званием Героя Социалистического Труда были награждены партийные, государственные и хозяйственные руководители Ткибульского района: первый секретарь Ткибульского райкома партии Ефим Дмитриевич Джвебенава, председатель Ткибульского райисполкома Варлаам Милосович Абесадзе и главный агроном района Давид Георгиевич Леквинадзе.
В последующие годы за выдающиеся трудовые достижения награждался различными медалями и орденами, в том числе за трудовые показатели по итогам работы сельскохозяйственных предприятий Ткибульского района за 1950 год был награждён вторым Орденом Ленина.
После выхода на пенсию проживал в городе Ткибули. С 1973 года — персональный пенсионер союзного значения. Дата его кончины не установлена.
Награды
- Герой Социалистического Труда
- Орден Ленина — дважды (1949; 14.11.1951)
- Орден Трудового Красного Знамени (20.04.1971)
- Медаль «За трудовую доблесть» (02.04.1966)